# اپنهایم
شهر اپنهایم (به آلمانی: Oppenheim) در ایالت راینلند-فالتز در کشور آلمان واقع شده‌است.